# Жоакім Каї Санда
Жоакі́м Каї Санда (фр. Joachim Kayi Sanda; нар. 29 листопада 2006) — французький футболіст, захисник англійського клубу «Саутгемптон».

## Клубна кар'єра

### «Валансьєн»
Вихованець команд «Антоні Спортс», «Антоні Еволюшн», А. С. Б.Б і «Валансьєн». 21 січня 2023 року дебютував за резервну команду в матчі Насьйоналя 3 проти «Комп'єня». 15 вересня 2023 року підписав з «Валансьєном» свій перший професіональний контракт.
21 жовтня 2023 року дебютував в основному складі «Валансьєна» в матчі Ліги 2 проти «Гренобля», вийшовши з перших хвилин. У віці 16 років став наймолодшим гравцем в історії клубу. У своєму дебютному сезоні провів 20 поєдинків за «Валансьєн», який у підсумку понизився в класі.

### «Саутгемптон»
9 січня 2025 року перейшов в англійський клуб «Саутгемптон», підписавши чотирирічний контракт. Сума трансферу становила 5 млн євро. 18 травня 2025 року дебютував в основному складі «Саутгемптона» в матчі Прем'єр-ліги проти «Евертона», вийшовши на заміну Тейлору Гарвуд-Беллісу. За підсумками сезону його команда вибула з еліти.

## Кар'єра в збірній
Народився у Франції в родині вихідців з ДР Конго. Виступав за збірні Франції до 16, до 17, до 18 і до 19 років.
В травні 2023 року потрапив в заявку збірної до 17 років на юнацький чемпіонат Європи в Угорщині. На турнірі провів усі 6 матчів (5 — як капітан) своєї команди, яка дійшла до фіналу, де поступилась збірній Німеччині в серії пенальті (Каї Санда свій удар реалізував). Восени 2023 року виступав на юнацькому чемпіонаті світу в Індонезії. На турнірі зіграв чотири поєдинки (усі — як капітан), дійшовши з командою до фіналу, де вона в підсумку програла німцям в серії пенальті (свій удар Каї Санда забив).

## Статистика виступів
Станом на 25 травня 2025
| Клуб              | Сезон             | Чемпіонат         | Чемпіонат | Чемпіонат | Кубок | Кубок | Кубок ліги | Кубок ліги | Єврокубки | Єврокубки | Інші  | Інші | Всього | Всього |
| Клуб              | Сезон             | Дивізіон          | Матчі     | Голи      | Матчі | Голи  | Матчі      | Голи       | Матчі     | Голи      | Матчі | Голи | Матчі  | Голи   |
| ----------------- | ----------------- | ----------------- | --------- | --------- | ----- | ----- | ---------- | ---------- | --------- | --------- | ----- | ---- | ------ | ------ |
| Валансьєн Б       | 2022–23           | Насьйональ 3      | 1         | 0         | —     | —     | —          | —          | —         | —         | —     | —    | 1      | 0      |
| Валансьєн Б       | 2023–24           | Насьйональ 3      | 3         | 0         | —     | —     | —          | —          | —         | —         | —     | —    | 3      | 0      |
| Валансьєн Б       | Всього            | Всього            | 4         | 0         | 0     | 0     | 0          | 0          | 0         | 0         | 0     | 0    | 4      | 0      |
| Валансьєн         | 2023–24           | Ліга 2            | 20        | 0         | 5     | 0     | —          | —          | —         | —         | —     | —    | 25     | 0      |
| Валансьєн         | 2024–25           | Насьйональ        | 11        | 0         | 1     | 0     | —          | —          | —         | —         | —     | —    | 12     | 0      |
| Валансьєн         | Всього            | Всього            | 31        | 0         | 6     | 0     | 0          | 0          | 0         | 0         | 0     | 0    | 37     | 0      |
| Саутгемптон       | 2024–25           | Прем'єр-ліга      | 2         | 0         | 0     | 0     | 0          | 0          | –         | –         | –     | –    | 2      | 0      |
| Саутгемптон       | 2025–26           | Чемпіоншип        | 0         | 0         | 0     | 0     | 0          | 0          | –         | –         | –     | –    | 0      | 0      |
| Саутгемптон       | Всього            | Всього            | 2         | 0         | 0     | 0     | 0          | 0          | 0         | 0         | 0     | 0    | 2      | 0      |
| Всього за кар'єру | Всього за кар'єру | Всього за кар'єру | 37        | 0         | 6     | 0     | 0          | 0          | 0         | 0         | 0     | 0    | 43     | 0      |